# ناتالیا آنتیوخ
ناتالیا آنتیوخ (به روسی: Наталья Николаевна Антюх) زادهٔ ۲۶ ژوئن ۱۹۸۱ در سن پترزبورگ، یک ورزشکار روسی است که در درجهٔ نخست در رشته‌های دوی ۴۰۰ متر و دوی ۴۰۰ متر بامانع مسابقه می‌دهد. او در سال ۲۰۱۲ در بازی‌های المپیک تابستانی توانست به مدال طلا دست یابد. وی در سال ۲۰۰۴ در بازی‌های المپیک تابستانی مدال برنز گرفته بود. آنتیوخ تنها زنی است که در بازی‌های المپیک در هر دو رشتهٔ دوی ۴۰۰ متر بامانع و دوی ۴۰۰ متر مدال طلا گرفته است.
آنتیوخ علاوه بر مسابقات تک نفره در مسابقات گروهی هم درخشان عمل کرده و مدال نقرهٔ المپیک ۲۰۰۴ و المپیک تابستانی ۲۰۱۲ را بدست آورده است.

## دست‌آوردهای شخصی
- دو ۲۰۰ متر، ۲۲٫۷۳ ثانیه (سال ۲۰۱۲)
- دو ۴۰۰ متر، ۴۹٫۸۵ ثانیه (سال ۲۰۰۴)
- دو ۴۰۰ متر با مانع، ۵۲٫۷۰ ثانیه (سال ۲۰۱۲)